# 公孫慶
公孙庆（前3世纪？—前208年），秦末民变人物，楚王景驹属下的官员。
前208年端月，东阳甯君和秦嘉听说陈胜兵败，便拥立景驹为楚王，领兵前往方与，计划在定陶攻击秦军。二月，派公孙庆出使齐国，想与齐国并力攻秦。齐王田儋说：“听说陈胜战败，生死不明，楚国怎能不请示齐国便自行立王。”公孙庆说：“齐国不请示楚国即自立为王，楚国为何请示齐国后再立王呢。且楚国首先起事，当号令天下。”齐王田儋大怒，诛杀了公孙庆。